# ساي تشانغ
ساي تشانغ (الاسم بالصينية: 蔡畅) (14 أيار/مايو 1900-11 أيلول/سبتمبر 1990)، هي سياسية صينية وناشطة في مجال حقوق المرأة، وكانت أول رئيسة للاتحاد النسائي لعموم الصين، وهو منظمة تدعم حقوق المرأة الصينية.

## حياة سابقة
وُلدت تساي تشانغ في عام 1900 لعائلة من الطبقة المتوسطة الدنيا في الصين. انفصل والداها عن بعضهما وهي صغيرة، وانتقلت للعيش مع أمها التي تمكنت من إرسال أطفالها إلى المدرسة من خلال بيع ممتلكاتها. آمنت تشانغ بقوة بتعليم المرأة، ورفضت فكرة الزواج من أجل نذور التبتّل. ساعدتها والدتها في ذلك من خلال رفض عروض الزواج المدبر التي كانت تُقدّم لها.
التحقت تشانغ بمدرسة تشونان المتوسطة للبنات في تشانغشا حتى عام 1916. أصبحت واحدة من أوائل النساء اللائي انضممن إلى مجتمع دراسة الناس الجديد في شتاء عام 1917-1918، وهو برنامج للعمل والدراسة وضعه الشيوعي الثوري ماو تسي تونغ وشقيق تساي الذي يُدعى تساي هيسين. دعت هذه المجموعة المرأة إلى إنشاء مجموعات خاصة بها للمساعدة الذاتية وأن تصبح ناشطة في السياسة.
ذهب كل من تشانغ وأخوها وزوجته المستقبلية التي تُدعى شيانغ جينغ يو ووالدتهم إلى أوروبا حيث عملت تشانغ كعاملة مصنع. درست الأناركية والماركسية واللينينية إلى جانب عالمات نسويات اشتراكيات صينيات أخريات في الجامعة الشيوعية لكادحي الشرق في موسكو. تزوجت تشانغ من الشيوعي البارز لي فوشون في عام 1922.

## مهنة
عادت تشانغ إلى الصين في عام 1921، ودرست لتصبح معلمة مختصة في التربية البدنية. درست لمدة أربع سنوات في مدرسة تشونان للبنات، والتي كانت قد التحقت بها قبل عدة سنوات. انضمت إلى الحزب الشيوعي الصيني خلال هذا الوقت.
تركت تشانغ وظيفتها التدريسية للعمل في قسم النساء المركزي في الحزب القومي في عام 1925. انضمت بعد عامين إلى لجنة المرأة المركزية حيث قادت هذا العمل في غياب شيانغ جينغ يو. ساعدت في إنشاء مرسوم الزواج لعام 1930 الذي أعلن عن المبدأ الذي ينص على أن «الاختيار الحر يجب أن يكون المبدأ الأساسي لكل زواج». ساعدت أيضًا في كتابة الدستور المؤقت لعام 1931، وانضمت إلى زوجها لي فوشون في المسيرة الطويلة من عام 1934 إلى عام 1935.
اشتهرت تشانغ في الصين بعد عام 1949 عندما قادت الاتحاد النسائي لعموم الصين في ظل جمهورية الصين الشعبية، وشمل جزء من عملها في الاتحاد إنشاء إستراتيجية لمساعدة النساء المميزات على القيام بدور رائد في التحسينات العلمية والثقافية. انتقدت تشانغ هذه الاستراتيجية لأنها دعمت وجهة نظر الحزب الشيوعي الصيني التي ركزت على موضوع التحسن التكنولوجي والاقتصادي أكثر من موضوع تحرير المرأة، وتوجيه كل التركيز على النساء الأقوياء. لم يساعد هذا النساء من الطبقة الدنيا بل أعادهن إلى حياتهن السابقة التي كانت قبل الحرب.